# Gustav von Golz
Gustav Adolf Golz, từ năm 1896 là von Golz (19 tháng 8 năm 1833 tại Wittenberg – 19 tháng 7 năm 1908) là một Thượng tướng Bộ binh Phổ, Chỉ huy trưởng Quân đoàn Kỹ thuật và Công binh, Tướng Thanh tra pháo đài. Ông đã từng tham chiến trong cuộc Chiến tranh Áo-Phổ (1866) và cuộc Chiến tranh Pháp-Đức (1870 – 1871).

## Gia đình
Golz sinh vào tháng 8 năm 1833, là con trai của chính tòa án Tối cao Phổ Ludwig Leopold Golz (mất năm 1845) tại Breslau (Hạ Schlesien).
Vào ngày 10 tháng 5 năm 1896, tại Frankfurt am Main, ông được phong địa vị quý tộc Phổ.

## Tiểu sử
Vào năm 1850, Golz gia nhập Cục Công binh 5 ở Glogau, sau đó ông học ở Trường Tổng hợp Pháo binh và Kỹ thuật kể từ năm 1851 cho đến năm 1854. Vào năm 1852, ông được phong quân hàm Thiếu úy và lãnh một chức Đại đội trưởng trong Tiểu đoàn Công binh Cận vệ. Trên cương vị này, ông đã tham gia cuộc Chiến tranh Bảy tuần với Áo năm 1866 và năm sau (1867), ông được đổi vào Bộ Chiến tranh.
Trong cuộc Chiến tranh Pháp-Đức (1870 – 1871), ông hoạt động tại Bộ Tham mưu của Bộ trưởng Chiến tranh Albrecht von Roon. Trong năm đầu của cuộc chiến tranh, ông được thăng cấp hàm Thiếu tá. 4 năm (1874), Golz nhậm chức Tiểu đoàn trưởng Tiểu đoàn Công binh số 10 Hannover. Không lâu sau đó, năm 1875 ông được giao thi công công trình mới của Tiểu đoàn 2 thuộc Trung đoàn Hỏa xa.
Vào năm 1876, ông đến Bắc Mỹ để học về hệ thống đường sắt và phòng ngự bờ biển ở đây. Sau khi trở về nước, ông được lãnh nhiệm chức Trung đoàn trưởng Trung đoàn Hỏa xa vào năm 1877.
Sau đây là những bước đường kế tiếp trên con đường binh nghiệp của ông:
- 1881: Được thăng chức Đại tá
- 1886: Được lên cấp hàm Thiếu tướng
- 1888: Được bổ nhiệm làm Chủ tịch Ủy ban Kỹ thuật và được ủy quyền điều hành Quân đoàn Kỹ thuật
- 1888: Được lên quân hàm Trung tướng
- 1890: Nhậm chức Chỉ huy trưởng Quân đoàn Công binh và Kỹ thuật
- 1893: Được phong cấp bậc Thượng tướng Bộ binh

Vào năm 1897, Golz từ nhiệm. 11 năm sau, ông từ trần ngày 19 tháng 7 năm 1908.
Theo tên ông, pháo đài hiện đại nhất tại hệ thống lũy thành Metz được đặt tên là Pháo đài von der Golz.